# Milliehausen
Milliehausen ist eine Ortslage des Stadtteils Eimbeckhausen der Stadt Bad Münder am Deister im Landkreis Hameln-Pyrmont in Niedersachsen.

## Geographie

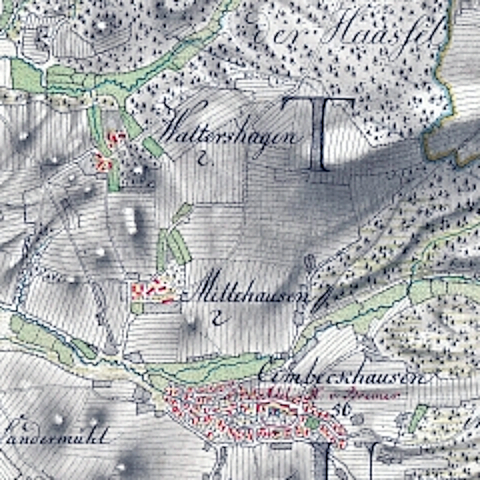
Milliehausen in der Kurhannoverschen Landesaufnahme, 1781

Milliehausen liegt zwischen der Milliehäuser Straße und der Waltershäger Straße etwa einen Kilometer nördlich des Zentrums von Eimbeckhausen.
Einige hundert Meter westlich von  Milliehausen verlief die alte Lauenauer Landstraße, eine Poststraße von Lauenau über Eimbeckhausen nach Münder, dem späteren Bad Münder.
Mittlerweile ist die Ortslage nur etwa 200 m vom Ortsrand entfernt.

## Geschichte
Das Gründungsdatum von Milliehausen ist nicht bekannt.
Eine Urkunde aus dem Jahr 1494 erwähnt, dass ein Dorf Milliehausen einst als Lehen der 1436 aufgelösten Grafschaft Hallermund den Freiherren von Hake von Hastenbeck übertragen worden sei.
Milliehausen war eingepfarrt nach Eimbeckhausen. Dort war auch die Schule.
Während der preußischen Landreform 1928 wurde Milliehausen an Eimbeckhausen angegliedert. Dieser Ort wurde 1973 zu einem Stadtteil von Bad Münder.
Milliehausen gehörte bis 1885 dem Amt Springe und danach dem Landkreis Springe an.
Bei der Auflösung des Landkreises Springe wurde Bad Münder mit seinen Ortsteilen in den Landkreis Hameln-Pyrmont eingegliedert.

## Einwohnerentwicklung
| Jahr        | 1812   | 1848      | 1910     |
| ----------- | ------ | --------- | -------- |
| Bezeichnung | Weiler | Ortschaft | Gemeinde |
| Einwohner   | 33     | 28        | 16       |